# 兵庫県立工業技術センター
兵庫県立工業技術センター（ひょうごけんりつこうぎょうぎじゅつせんたー）とは、兵庫県が設置する公設試験研究機関であり、中小企業を支える開かれたものづくり技術支援機関である。主な業務は、技術相談、共同研究、人材育成、機器利用、知的財産の創出と活用、産学官連携の推進、技術情報の提供である。

## 沿革
- 1917年（大正6年）- 工業試験場を神戸市神戸区（現在の中央区）に創立、三木分場を創設（2013年に統廃合）
- 1920年（大正9年）- 西脇分場を創設（現在の繊維工業技術支援センター）
- 1929年（昭和4年）- 山崎分場を創設（現在の森林林業技術センター）
- 1932年（昭和7年）- 出石窯業作業所を創設（1968年年に統廃合）
- 1934年（昭和9年）- 包装試験所（分所）を創設（戦災により焼失）
- 1937年（昭和12年）- 小野作業所を創設（1968年に統廃合）
- 1944年（昭和19年）- 但馬支所を創設（1968年に統廃合）
- 1948年（昭和23年）- 皮革工業指導所を創設（現在の皮革工業技術支援センター）、立杭支所、杞柳品生産指導所を創設（いずれも最終的に1968年に統廃合）
- 1954年（昭和29年）- 神戸市須磨区（現在地）に庁舎を新築、移転
- 1968年（昭和43年）- 工業試験場、機械金属工業指導所、繊維工業指導所、皮革工業指導所に統廃合
- 1990年（平成2年）-工業試験場と3つの工業指導所を組織統合し、兵庫県立工業技術センターに改称
- 2012年（平成24年）6月- 兵庫県立工業技術センター新研究棟完成

## 組織構成
本部機能を有する「兵庫県立工業技術センター（神戸市）」と2つのブランチ（「繊維工業技術支援センター（西脇市）」「皮革工業技術支援センター（姫路市）」）で構成されている。

### 兵庫県立工業技術センター
神戸市にあり、無機材料、有機材料、食品、バイオ、金属、加工、機械、デザイン、電子、情報まで幅広い分野を担当する。また、経理や産学官連携等をまとめる間接部門があり、本部機能を有する。

#### 所在地
兵庫県神戸市須磨区行平町3-1-12

#### 対応可能分野
金属材料、セラミックス・窯業、高分子材料、包装材料、分析、精密計測、非破壊検査、材料評価、機械加工、金属加工、鋳造、高分子材料加工、CAE、光応用計測、環境電磁、ロボット、デザイン、情報処理、食品、バイオ、熱処理、表面改質、腐食・防食

### 繊維工業技術支援センター
播州織の産地である西脇市にある、繊維産業の技術支援を担当する支所である。

#### 所在地
兵庫県西脇市野村町1790-496

#### 対応可能分野
繊維加工、織物加工

### 皮革工業技術支援センター
姫路白なめし革細工の産地である姫路市にある、皮革産業の技術支援を担当する支所である。

#### 所在地
兵庫県姫路市野里3

#### 対応可能分野
皮革製造、高分子材料、高分子化学

## 保有機器について
利用可能な機器は、兵庫県立工業技術センターの機器利用ページで検索することができる。使用料金は250 ～ 13,050 円、初回利用時に機器使用研修（2,000 円～5,000 円） を受ける必要がある。利用する機器が分からない場合は電話等で総合相談窓口（ハローテクノ）へ相談することもできる。